# 九龍巴士869線
九龍巴士869線是香港九巴馬場線，由沙田馬場單向前往天水圍市中心，以元朗市、天水圍居民為主要服務對象
本線是九巴首條及唯一車費超過50元的路線、10條九巴馬場線車費最高及最低的路線（分段收費$7.6），也是全港收費第四高的專營巴士路線（僅次城巴NA10、NA12及嶼巴1R線）。

## 歷史
- 1998年1月1日：投入服務。
- 1998年5月23日：改經沙埔村對出一段青朗公路，不再途經介乎沙埔村迴旋處至博愛交匯處一段青山公路，並取消沿途巴士站。
- 2005年9月4日：繞經天秀路、天瑞路及濕地公園路。
- 2020年2月7日：因應新型冠狀病毒疫情期間沙田馬場賽馬日的特別安排，由當日起暫停服務，直至翌年9月5日方恢復[1]。

## 收費
全程：$55.3
- 形點 I往天水圍市中心：$7.6

| - 本線設有12歲以下小童及65歲或以上長者半價優惠。 - 本線不設長者及殘疾人士每程$2.0的票價優惠；12至64歲殘疾人士如使用「殘疾人士身份」個人八達通，以及60至64歲香港居民使用「樂悠咭」繳付車資，會以全費計算。 - 乘客可以現金或八達通於上車時付款，不設找續。 - 每位成人乘客可免費攜帶最多兩名4歲以下而不佔座位的兒童乘客乘車，超額之4歲以下小童必須繳付小童車費乘車。 - 持有「九巴月票」之乘客在車票有效期內，每日可享最多10程任何九龍巴士及龍運巴士路線（包括本路線，以及聯營路線的九龍巴士／龍運巴士提供的班次；惟乘搭機場「A」及「NA」線則可享原價二七折優惠（不會計算每天10次合資格車程））；而B1線則每日可享最多各2程（不會計算每天10次合資格車程）。 - 九龍巴士、城巴、龍運巴士及陽光巴士全職員工及家屬（不包括外判職員）可免費乘搭本路線，惟必須拍職員或職員家屬八達通。 - 乘客亦可透過多元化電子支付系統（e度嘟）繳付車資，包括使用非接觸式VISA卡、JCB卡、萬事達卡、銀聯卡、美國運通、大來國際、Discover Card、Apple Pay、Google Pay、Samsung Pay、AlipayHK「易乘碼」、支付寶、WeChatHK／微信支付「搭車碼」、銀聯雲閃付「乘車碼」及BOC Pay「乘車碼」。乘客使用此付款方式，使用此支付方式的乘客可享有中途下車之分段收費，以及與其他九巴／龍運獨營路線或聯營線九巴／龍運班次之轉乘優惠，惟不適用於與非九巴／龍運路線之轉乘優惠，亦不能享有「公共交通費用補貼計劃」。 |

## 服務時間
尾場開跑20分鐘內開出。

## 行車路線
經：沙田馬場通道、大埔公路－沙田段、源禾路、大埔公路－沙田段、吐露港公路、粉嶺公路、新田公路、元朗公路、博愛交匯處、青山公路（元朗段、屏山段）、朗天路、唐人新村交匯處、朗天路、天福路、天耀路、天湖路、天瑞路、天華路、天葵路、天秀路、天瑞路、濕地公園路、天葵路、天龍路、天城路、天恩路及嘉恩街。

### 沿線車站

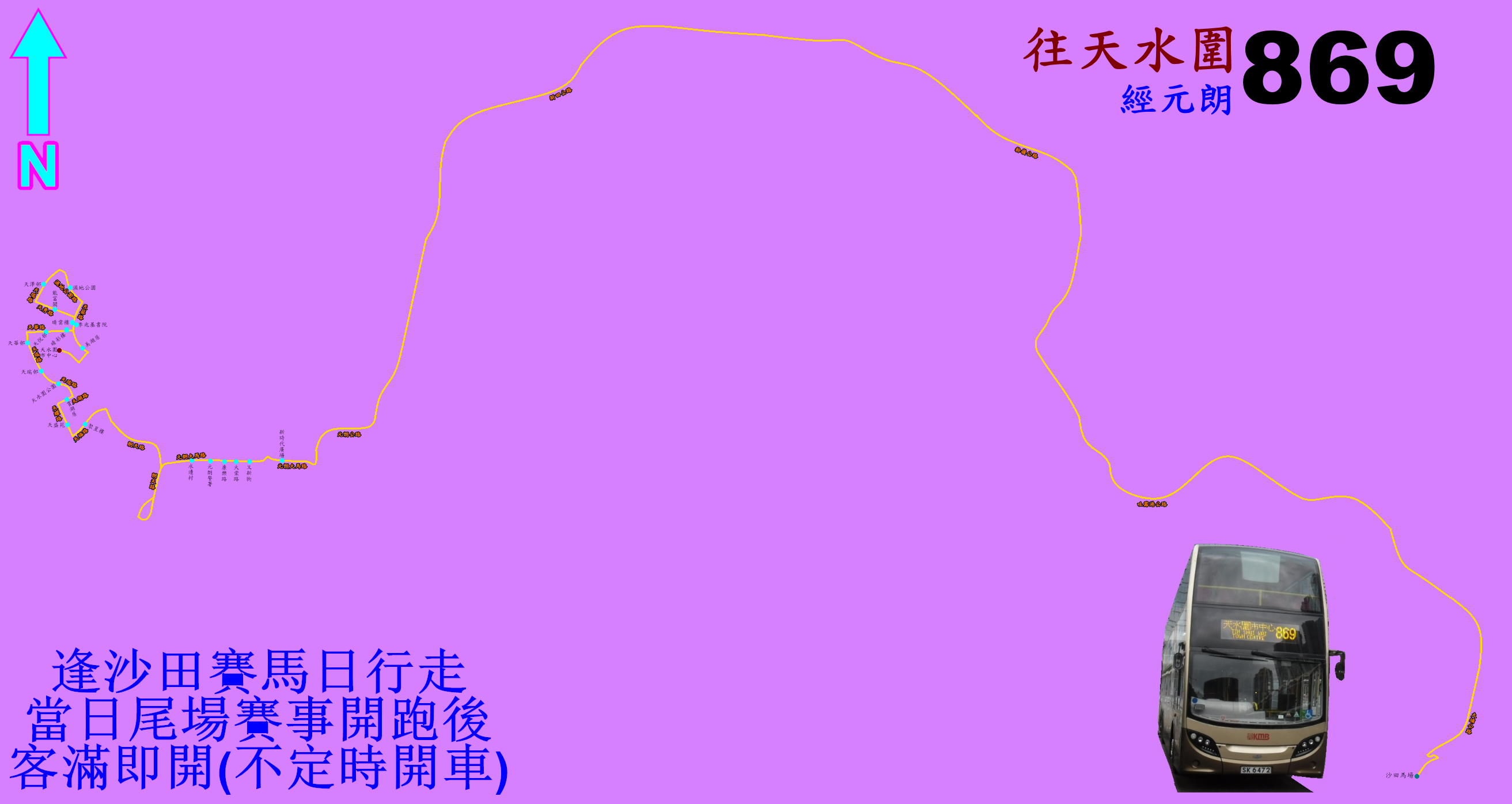
869線的走線圖

| 沙田馬場開                       | 沙田馬場開             | 沙田馬場開                 |
| 序號                             | 車站名稱               | 位置                       |
| -------------------------------- | ---------------------- | -------------------------- |
| 1                                | 沙田馬場巴士總站       | 沙田馬場巴士總站           |
| 吐露港公路至元朗公路、博愛交匯處 |                        |                            |
| 2                                | 形點 I                 | 青山公路－元朗段           |
| 3                                | 又新街（S4）           | 青山公路－元朗段           |
| 4                                | 大棠路（S7）           | 青山公路－元朗段           |
| 5                                | 康樂路（S10）          | 青山公路－元朗段           |
| 6                                | 元朗警署（S14）        | 青山公路－元朗段           |
| 7                                | 水邊村                 | 青山公路－屏山段           |
| 朗天路                           |                        |                            |
| 8                                | 聚星樓                 | 天福路                     |
| 9                                | 天盛苑                 | 天耀路                     |
| 10                               | 賞湖居                 | 天湖路                     |
| 11                               | 天水圍公園             | 天瑞路                     |
| 12                               | 天瑞邨                 | 天瑞路                     |
| 13                               | 天華邨                 | 天瑞路                     |
| 14                               | 天悅邨                 | 天華路                     |
| 15                               | 天晴邨晴彩樓           | 天華路                     |
| 16                               | 天晴邨晴雲樓           | 天葵路                     |
| 17                               | 天富苑能富閣           | 天秀路                     |
| 18                               | 天澤邨                 | 天瑞路                     |
| 19                               | 香港濕地公園           | 濕地公園路                 |
| 20                               | 香港青年協會李兆基書院 | 天葵路                     |
| 21                               | 美湖居                 | 天葵路                     |
| 22                               | 天水圍市中心巴士總站   | 天水圍市中心公共運輸交匯處 |

## 小資料
- 本線一開辦就是全港全程收費最貴的專營巴士路線，這個紀錄維持了半年多，便被城巴機場快線打破；但在2021年，此路線已經超越A10線重新成為香港境內全程收費最貴的日間專營巴士路線。
- 本線是首條由沙田區開往元朗區的專營巴士路線，亦是繼未改經大欖隧道的269C線後第二條途經北區但於該區不設任何分站的專營非過海巴士路線；雖然本線投入服務不到半年，大欖隧道已經通車，本線卻沒有取道該路段前往。
- 本線在離開沙田馬場後與872及872X線一樣向北面走，但沙田馬場巴士總站站位沒有如該兩線般使用小巴總站一方，反而與其他向南走的路線一併使用近銀禧花園一方的站位，並經大埔公路－沙田段南行及沙田路掉頭折返大埔公路－沙田段北行再前往吐露港公路。
- 本線往天水圍市中心方向初時分段收費設於鳳翔路起，與大欖隧道通車前之269C、276及276P等看齊，但改行元朗公路（凹頭至博愛交匯處）後多年來並未有調整位置（其餘路線已經更改至東頭村），因此在形點 I上車的車費曾一度高達$46.5，但在約2015年已在沒有通告的情況下修訂了分段收費位置，重新與其它前往元朗的路線看齊，惟該分段收費仍被其他同類路線高。